# 劉皇后 (石勒)
劉 皇后（りゅうこうごう、? - 333年）は、後趙の初代皇帝石勒の皇后。兄は前趙の侍中劉閏。匈奴屠各種の傍系であるという。

## 生涯
石勒により胡門において妻として迎えられた。その容貌は美しく、さらに徳を持ち合わせていたので、大いに寵愛された。
ある時、張裨という人物が襄城において反乱を起こし、石勒に背いた。この時、劉夫人は剣を引き抜くと、自ら張裨を斬った。こうして石勒は劉夫人を頼みとして乱を収める事が出来た。
313年4月、前趙皇帝劉聡が石勒を侍中・征東大将軍に任じると、劉夫人は上党国太夫人に立てられ、王妃と同等の章綬首飾をつけることを許された。
330年2月、石勒が趙天王を称すと、劉夫人は天王后に立てられた。9月、石勒が帝位に即くと、皇后に立てられた。
333年7月、石勒が崩御して石弘（劉皇后の子ではない）が即位すると、尊んで皇太后に立てられた。
丞相となった石虎は朝政を専断し、要職にはみな自らの側近を起用した。また、太子宮を崇訓宮と改称すると、劉皇太后以下をみな移住させた。劉皇太后はこれを憂え、彭城王石堪へ「先帝が崩御して以降、丞相の横暴はここまでのものとなった。皇祚が滅ぶのは久しくはないであろう。これこそ虎を養って自らが害されるというものだ。王はこれをどう図るというのか」と問うと、石堪は「先帝の旧臣は皆外に斥けられ、軍兵もまた我らの思い通りとなりません。宮殿の内には策略を巡らす所はありません。臣は兗州に出奔するよう請い、廩丘に拠ります。そして、南陽王（石恢）を盟主として担ぎ、太后の詔をもって諸々の牧・守・征・鎮に命じ、各々義兵を率いて共に桀逆を討つのです。そうすれば成功しない訳がありません」と答えた。劉皇太后は「事は急を要する。速やかに発するように。最も恐れるのは計画が滞っている間に変事が生じることです」と述べると、石堪はこれに同意した。
9月、石堪は軽騎兵を率いて兗州を強襲するも失敗してしまった。これにより計画が石虎に漏れてしまい。石堪は石虎の派遣した将軍郭太らに捕らえられ、火炙りの刑に処された。劉皇太后もまた間もなく誅殺された。

## 評価
聡明であり、多くの才能と謀略を持っていた。また、肝が据わっており、知略に富んでいたので、石勒はいつも彼女を軍議に参画させては、戦略・方策を決定させたという。こうして軍国の事務を治めて石勒を補佐し、功業を打ち立てるのを多いに助けた。これは呂氏（呂雉）が漢を輔けたのと同様であった。彼女は厳正にして秩序があり、節操を固く守っていた。また、物腰は柔らかく穏やかで、度量が大きく嫉妬をしなかった。この点においては呂氏を凌いでいた。

## 伝記資料
- 『晋書』石勒載記
- 『十六国春秋』
- 『資治通鑑』
- 『太平御覧』